# Terminalt differentierad
Terminalt differentierad är ett begrepp inom cellbiologi och syftar till att en cell i en organism har förlorat sina förmåga att genomgå mitos. Exempel på celler som är terminalt differentierade är nervceller, muskelceller och hepatocyter.
Den bakomliggande mekanismen som förhindrar cellen från att genomgå ytterligare mitoser kan variera. En sådan förklaring kan vara telomerhypotesen.